# Mercedes-Benz CLA-Klasse

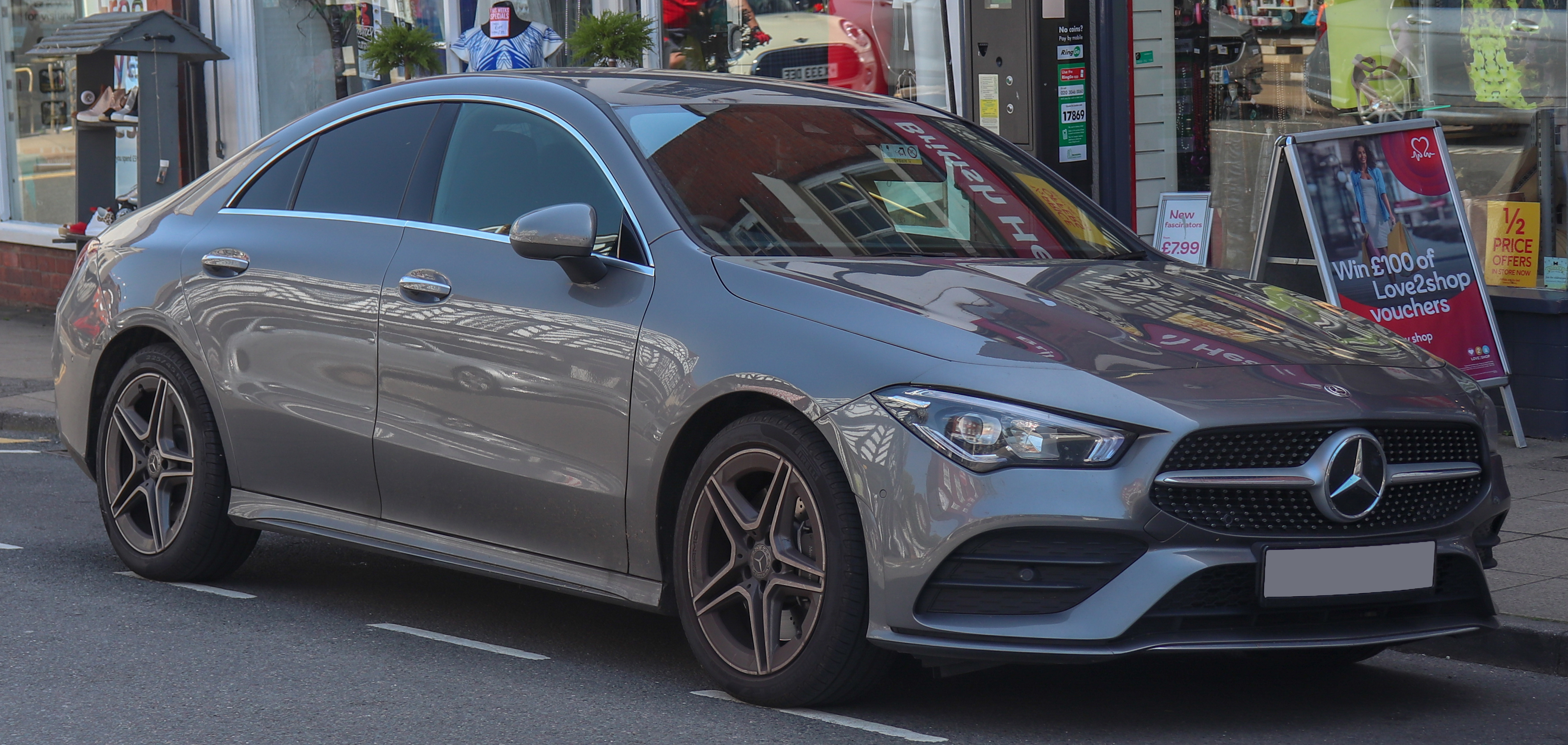
Mercedes-Benz CLA

De Mercedes-Benz CLA-Klasse is een middenklasse auto van de Duitse autoproducent Mercedes-Benz die in 2013 geïntroduceerd werd. De sedan wordt aangeboden als A-Klasse, de vierdeurscoupé en shooting brake als CLA. In 2019 kwam de tweede generatie op de markt. In 2023 presenteerde Mercedes-Benz op de IAA de CLA Concept, een voorproefje van een elektrisch aangedreven versie.

## Eerste generatie (2013–2019)

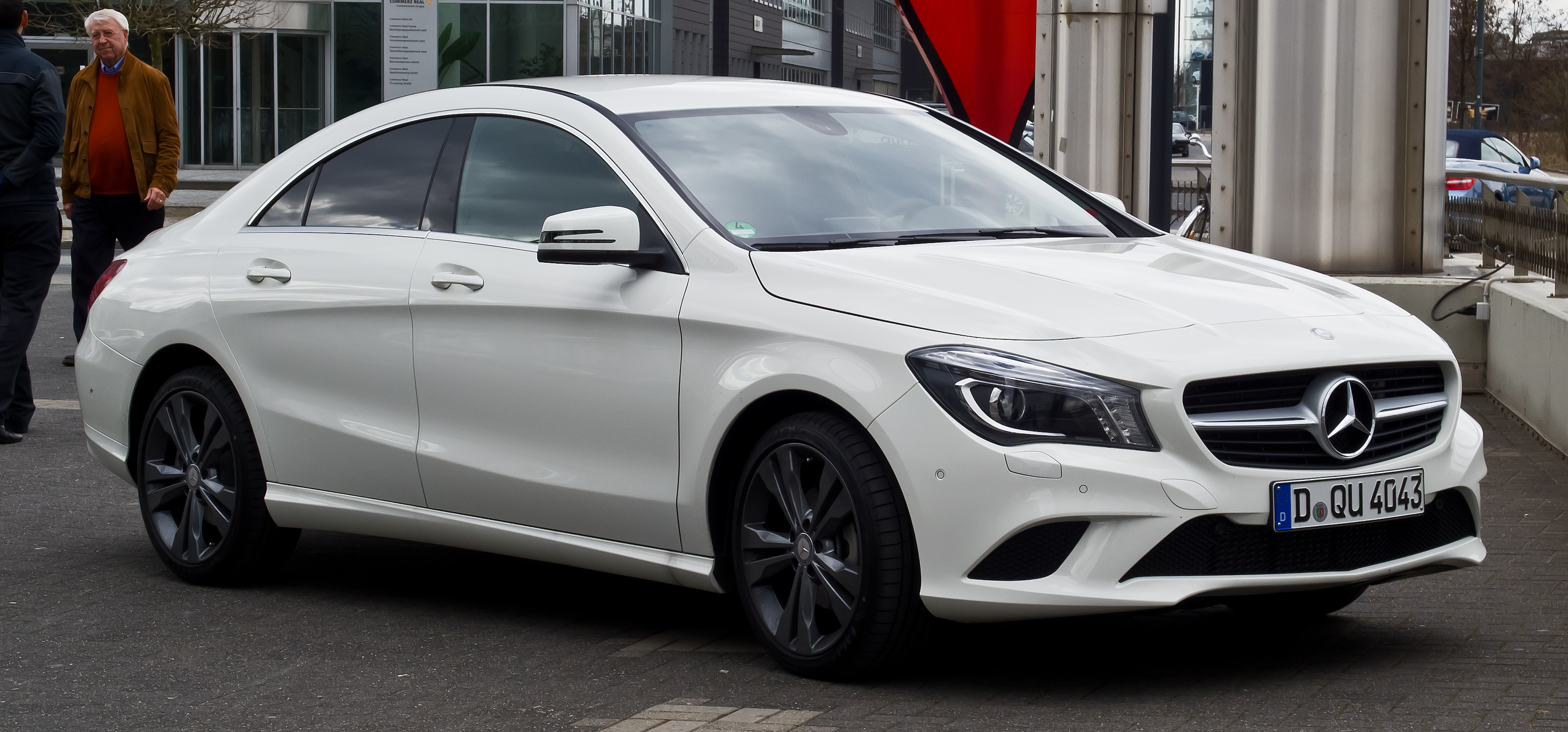
Mercedes-Benz CLA (C117)

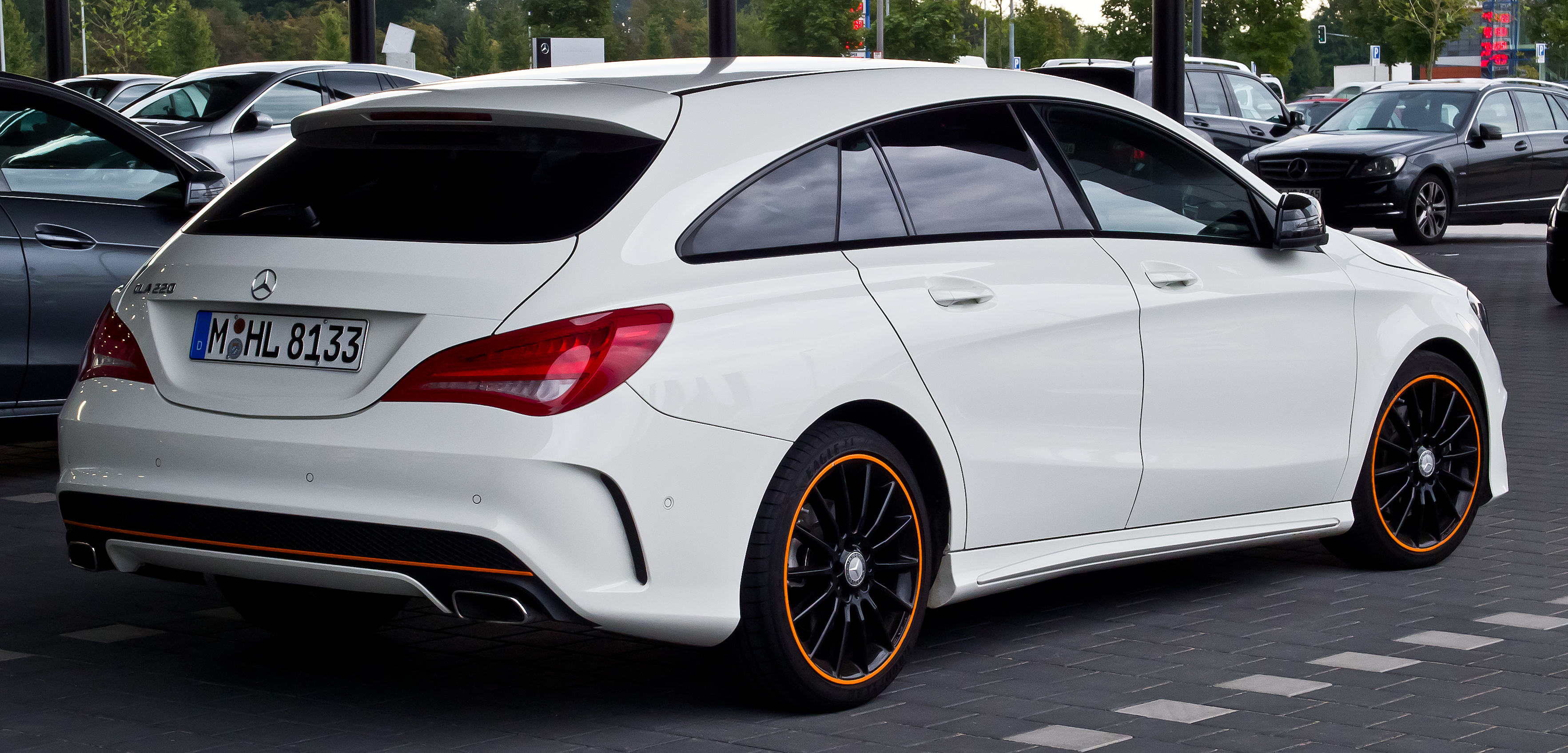
Mercedes-Benz CLA Shooting Brake (X117), achteraanzicht

De eerste generatie CLA (C117) werd in 2013 geïntroduceerd. Dit was een vierdeurs sedan die in de markt gezet werd als vierdeurs coupé. De wagen maakt gebruik van hetzelfde platform als de derde generatie A- en tweede generatie B-Klasse. In 2015 volgde de CLA Shooting Brake (X117). In 2017 kregen de wagens een facelift met nieuwe voor- en achterlichten met led-verlichting. De coupé en shooting brake waren beide ook verkrijgbaar in een sportieve AMG-versie.

## Tweede generatie (2019-heden)

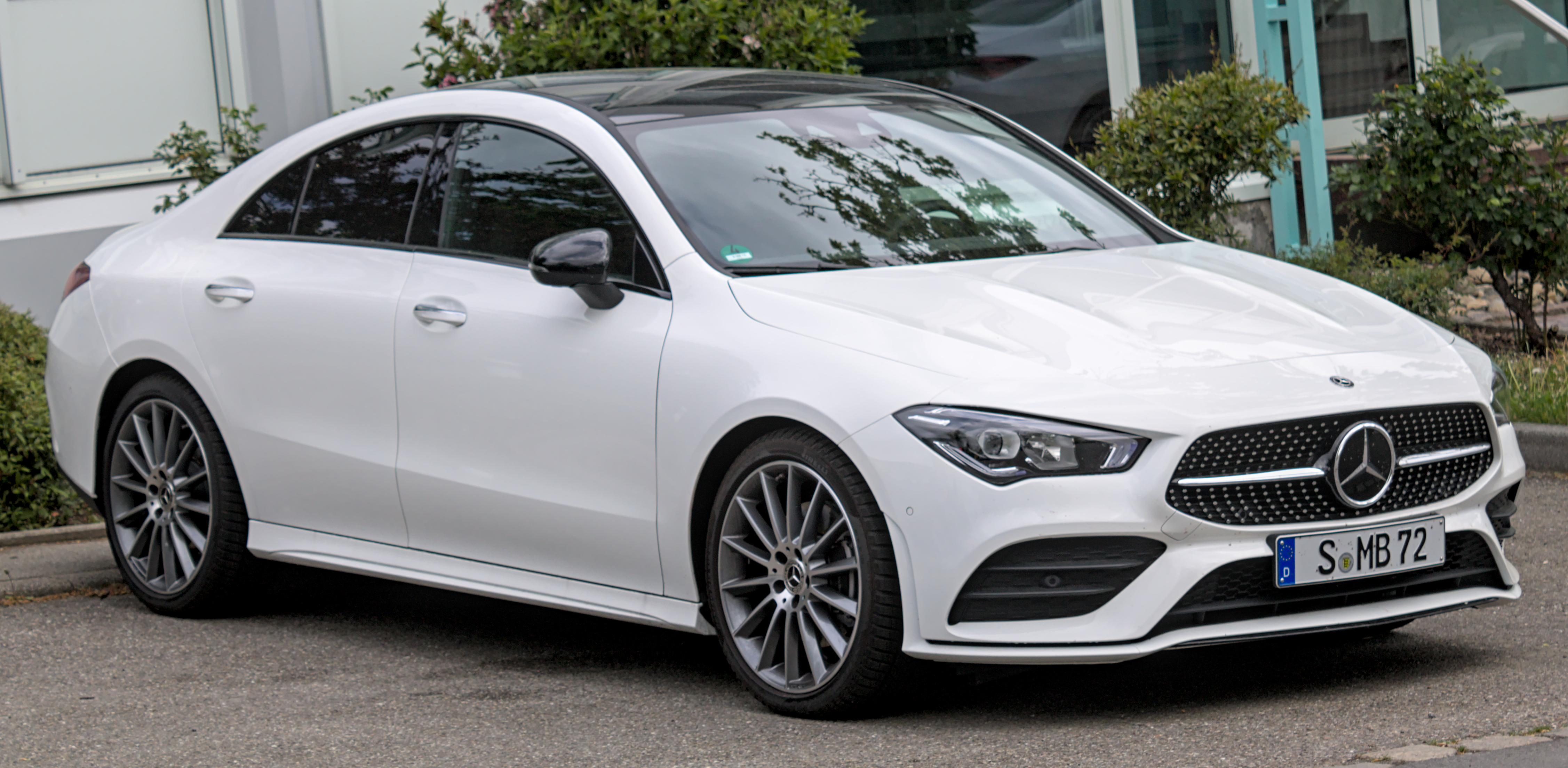
Mercedes-Benz CLA (C118)

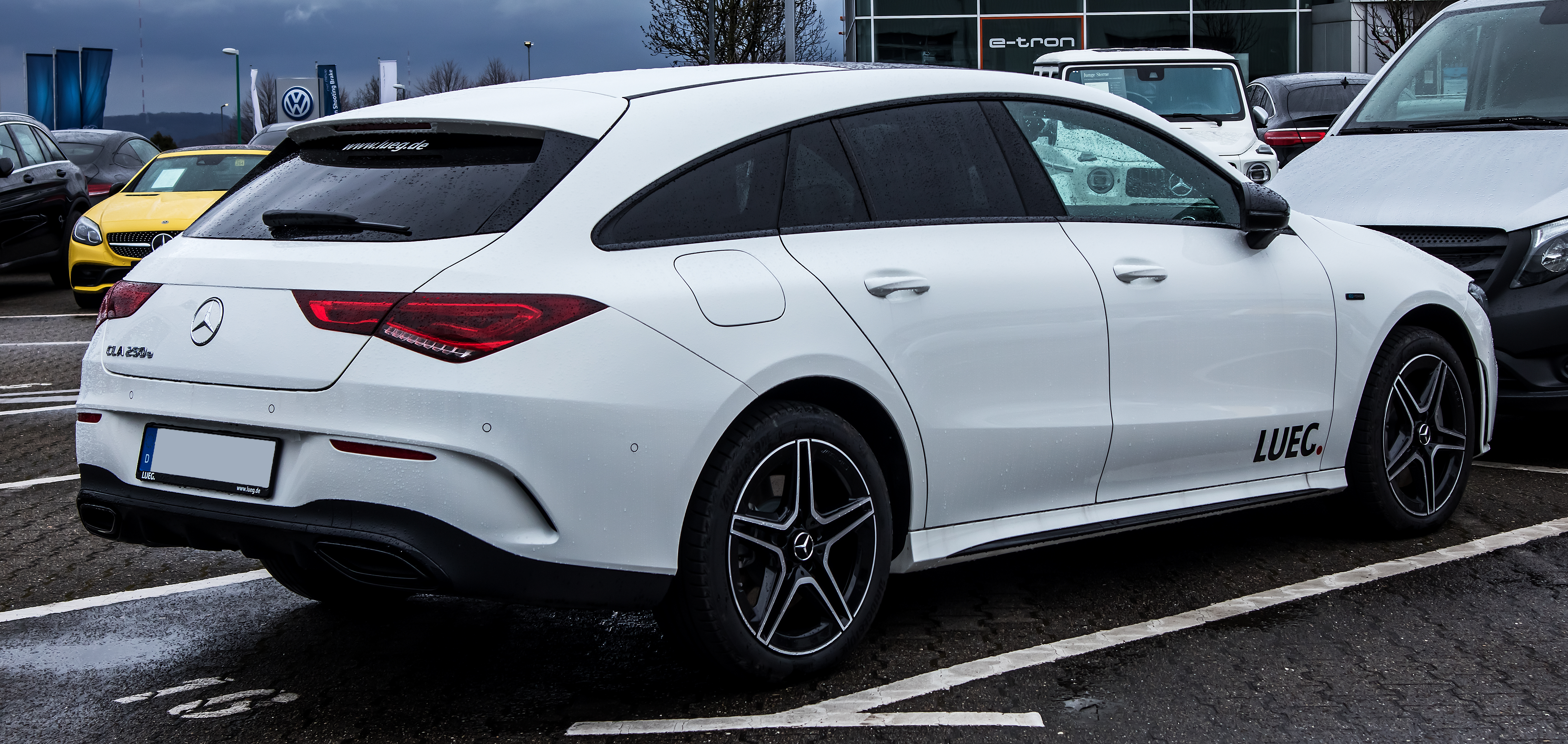
Mercedes-Benz CLA Shooting Brake (X118), achteraanzicht

De tweede generatie CLA sedan (C118) en shooting brake (X118) kwam in 2019 op de markt en maakt gebruikt van het MFA2-platform dat eveneens gedeeld wordt met de A- en de B-Klasse. In 2020 werd een plug-inhybride variant van de CLA geïntroduceerd. In 2023 kreeg de tweede generatie CLA een facelift waarbij de manuele transmissie geschrapt werd. Ook deze generatie is verkrijgbaar in een AMG-versie, uitsluitend met vierwielaandrijving.

## CLA Concept (2023)

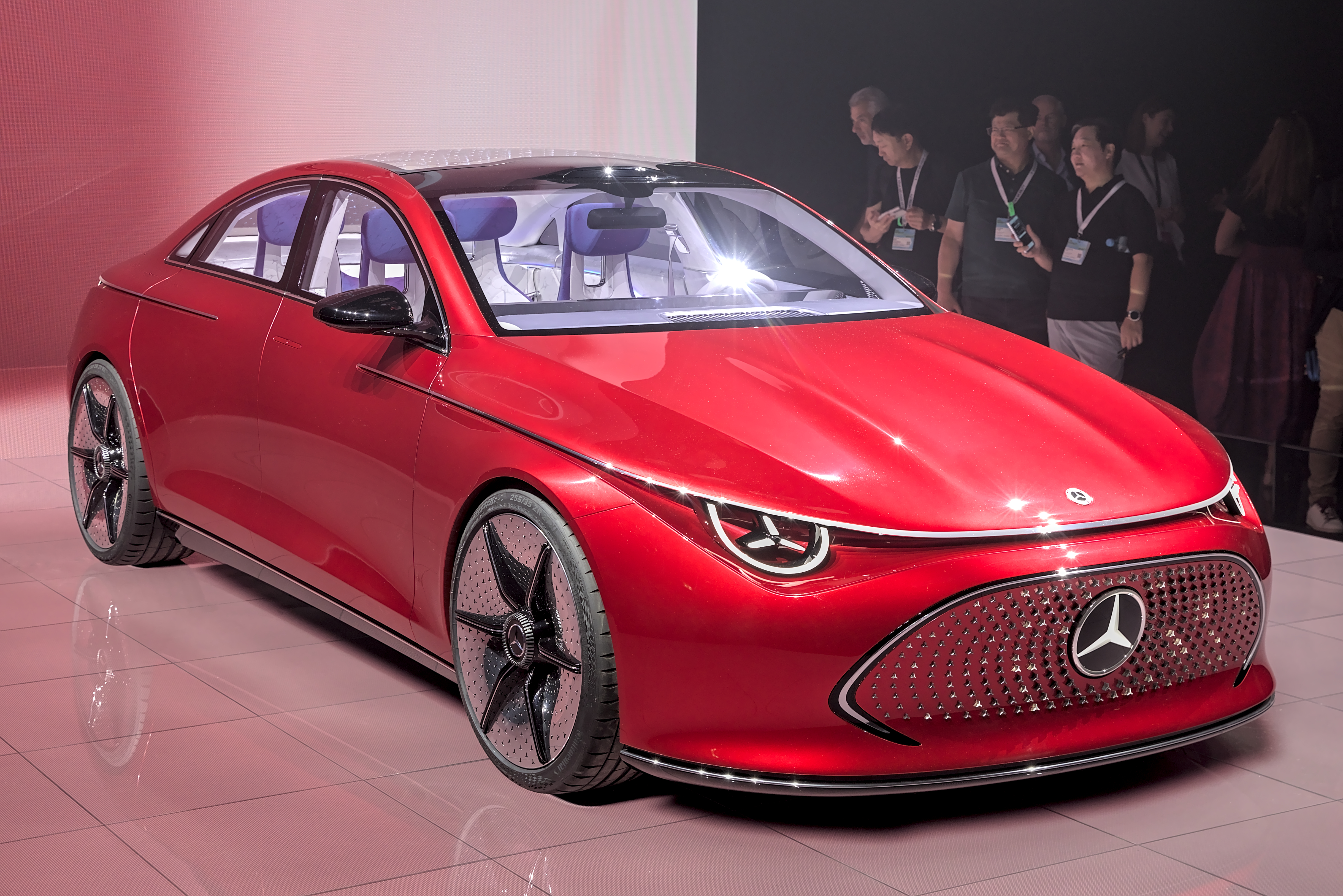
Mercedes-Benz CLA Concept

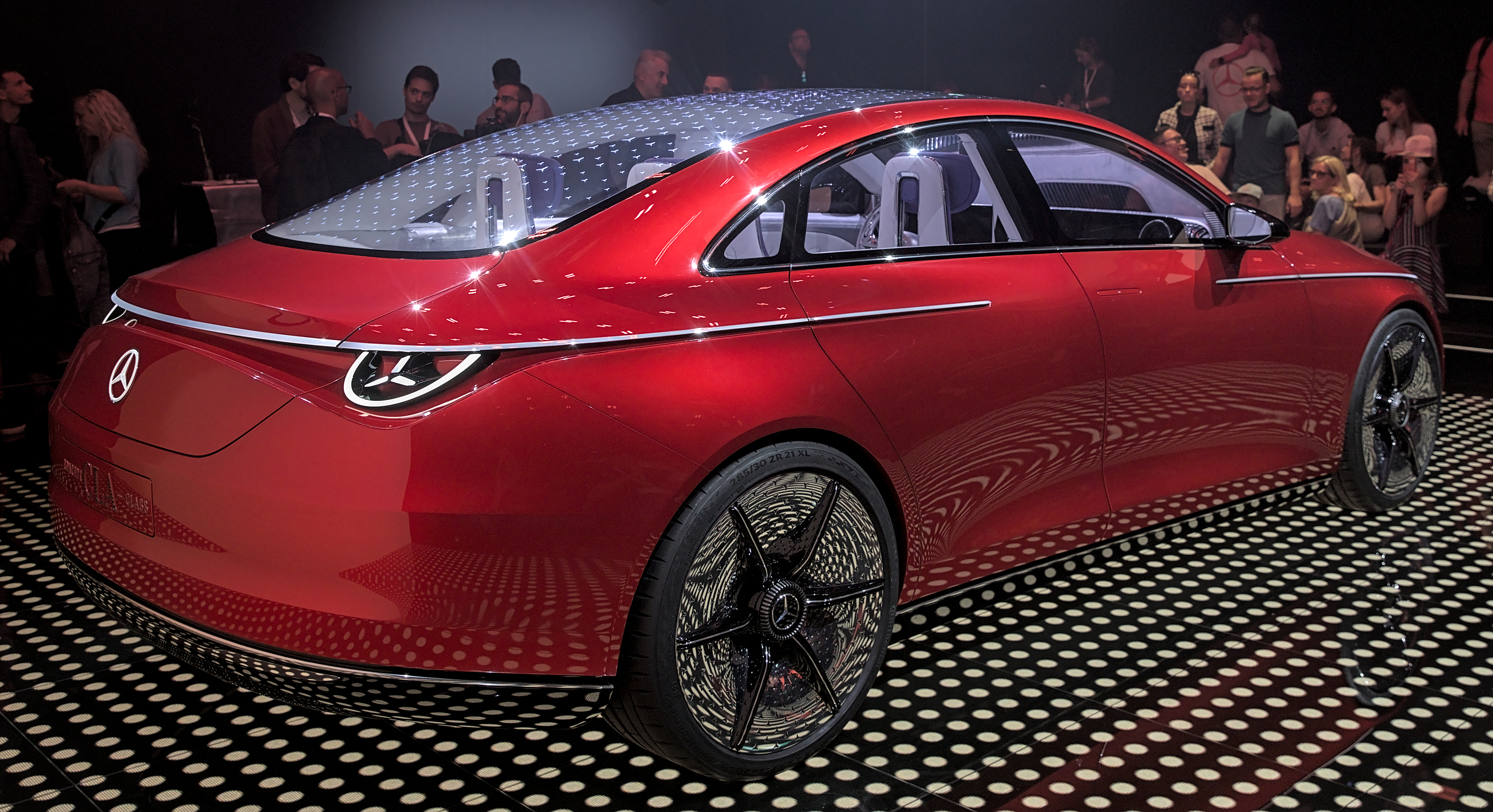
Mercedes-Benz CLA Concept, achteraanzicht

De CLA Concept is een coupé met een volledig elektrische aandrijflijn. Deze conceptauto werd voorgesteld op de  IAA in 2023 en geeft een vooruitblik op hoe een elektrische versie van de CLA eruitziet. De 245 kW (328 pk) sterke elektromotor is gekoppeld aan een batterijpakket waarmee men in 15 minuten kan laden tot 400 kilometer. Met een volle batterij zou het rijbereik tot 750 km bedragen. Mercedes-Benz heeft nog niet aangekondigd wanneer een elektrische versie van de CLA in productie zou gaan.